# He qi dao
He qi dao – hongkońsko-południowokoreański dramatyczny wojenny film akcji z elementami sztuk walki z 1972 roku w reżyserii Huang Fenga.
Film zarobił 873 804 dolarów hongkońskich w Hongkongu.

## Obsada
Źródło: Filmweb

- Angela Mao – Yu Ying
- Ing-Sik Whang – Cheng
- Sammo Hung – Fan Wei
- Ping-Ao Wei – Chang Pu-tse
- Carter Wong – Kao Chang
- Han Jae Ji – nauczyciel Shih Kung-chan
- Ying Bai – Chou Ba-tien
- Nancy Sit – Hsiao Hsiu
- Goro Kumon – Toyoda Yaguma
- Lan Sun – Sung Chung
- Di Chin – Hsiao Lao-fu
- Wei Yang – zdrajca
- Siu-Lung Leung – Hu Chia
- Ka Ting Lee – szef uczniów
- Chin Tang Tang
- Jackie Chan – członek gangu "Black Bear" (niewymieniony w czołówce)
- Billy Chan – wojownik na targowisku (niewymieniony w czołówce)
- Lam Ching-ying – wojownik na targowisku (niewymieniony w czołówce)
- Corey Yuen – student sztuk walki (niewymieniony w czołówce)
- Yuen Biao – student sztuk walki (niewymieniony w czołówce)